# Bonecos de Santo Aleixo
Os Bonecos de Santo Aleixo, igualmente conhecidos como Títeres de Santo Aleixo, são um tipo de marionetas com origem em Santo Aleixo, no concelho de Monforte, em Portugal.

## Descrição
Consistem num conjunto de marionetas, originárias da povoação de Santo Aleixo, que no passado eram mostradas em espectáculos organizados em vários pontos do Alto Alentejo. Geralmente são apresentadas num pequeno retábulo em madeira, com uma rede de cordéis que o divide do público. Os cenários são em cartão, e a iluminação é feita através de candeias de azeite. Durante os espectáculos são manipulados alguns efeitos visuais, como fogachéis fabricados com resina de pinheiro, pequenas velas de anjos, e bombinhas artesanais. Os espectáculos são tradicionalmente acompanhados por música de guitarra portuguesa. As peças podem ser tanto de temática secular como religiosa, sendo no passado sido adaptadas histórias oriundas da literatura popular. As personagens mais conhecidas são o Padre Chancas, que geralmente representava as autoridades religiosas, e o Mestre Salas, que servia como mestre-de-cerimónias, cujas relações com o padre podiam tanto ser de amizade como de hostilidade. Durante os espectáculos é normalmente realizada alguma interacção com o público, levando à improvisação por parte dos artistas.
As marionetas em si são de configuração muito simples, tendo cada boneco cerca de vinte a quarenta centímetros, sendo fabricados em cortiça e madeira. São figuras de varão, sendo controladas por cima, semelhantes às marionetas tradicionais do Norte da Europa e do Sul da Itália.

## História
Os registos mais antigos datam dos finais do século XVIII, tendo-se referido na obra Memorias de Vila Viçosa, do padre Joaquim da Rosa Espanca, que em 1798 tinham sido apreendidos e queimados os títeres de Santo Aleixo. Segundo os documentos, os espectáculos foram condenados pelas autoridades eclesiásticas devido principalmente às atitudes menos próprias da personagem do Padre Chanchas, que então já existia, tendo todo o elenco de marionetas sido condenado a um auto-de-fé em Vila Viçosa.
Na revista O Occidente de 25 de Setembro de 1896, o investigador Manuel de Macedo escreveu num artigo sobre os títeres que «a popularidade da multipla personagem, apesar da actual decadencia do theatrinho forense, é muita ainda, e o typo, pouco ou nada attenuado em suas variantes, subsiste em nossos dias: temo lo por cá, tambem, e com feição local, em algumas provincias; dando se aliás, entre nós, a perpetuação de uma antiga usança que alguns paizes conservam ainda - os espectaculos de titeres constituiam especialidade hereditaria em certos mestéres: Em Evora, por exemplo, a classe dos sapateiros accumula com o respectivo officio a funebre profissão de gato pingado, e os artistas do tira-pé, para não verem só lagrimas, lá vão fazendo rir o proximo, de vez emquando, com os seus titeres, os célebres bonequinhos de Santo Aleixo».
Em 1967 foi organizado um espectáculo dos Bonecos de Santo Aleixo no cine-teatro de Castelo Branco, durante as festas daquela cidade, tendo sido apresentado pelo escritor Luís de Oliveira Guimarães.
Na década de 1980 verifica-se um movimento de recuperação e preservação das tradições populares, incluindo os Bonecos de Santo Aleixo, que foram estudados por figuras de renome na investigação da cultura nacional. Entre estes destaca-se o grupo formado por Michel Giacometti, Gustavo Marques e Fernando Lopes-Graça, que foram responsáveis por um extenso trabalho sobre a origem e acompanhamento musical destas marionetas, posteriormente compilado numa edição audiovisual. Em 1981 o Centro Dramático de Évora lançou um programa de recuperação dos Bonecos de Santo Aleixo, processo que foi dificultado devido à natureza da tradição, uma vez que era principalmente transmitida de forma oral entre as gerações. Desta forma, contou com a colaboração vital do mestre poeta António Talhinhas, que tinha mais de quarenta anos de experiência nestas marionetas, tendo ajudado na recolha dos textos e ensinado como eram realizados os espectáculos. Como resultado destes esforços, criaram-se novas gerações de artistas que têm asseguram a continuidade dos espectáculos.
Outra figura que também ficou ligada à recuperação dos Bonecos de Santo Aleixo foi Ermelinda Dias, que com o apoio do esposo e de vários habitantes locais, formou um conjunto de títeres em São Bento do Cortiço.